# Partido Liberal (Argentina, 1880)

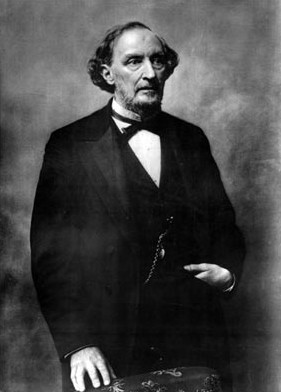
Bartolomé Mitre fue el líder del Partido Liberal.

El Partido Liberal fue un partido político argentino que existió entre 1880 y 1890. Surgió de la fusión entre el Partido Nacionalista de Bartolomé Mitre, y la fracción que recibió la denominación de «líricos» del Partido Autonomista, liderado por el general Martín de Gainza, para sostener la candidatura presidencial de Carlos Tejedor en las elecciones presidenciales de 1880.

## Historia

### Nacimiento del Partido Liberal y Revolución de Tejedor
A mediados de 1878 la política conocida como la "Conciliación de los Partidos", iniciada a principios de 1877 por el presidente Nicolás Avellaneda y el gobernador Carlos Casares con el objetivo de que el Partido Nacionalista abandonase la posición de la abstención electoral, había fracasado completamente debido a la muerte de Adolfo Alsina en diciembre de 1877 y la revolución liberal en la provincia de Corrientes que derrocó al gobernador Manuel Derqui. 
La muerte del ministro Alsina inició el distanciamiento de ambos partidos, la designación de Victorino de la Plaza como interventor en Corrientes y la intervención del presidente a favor del gobernador riojano —a mediados de 1878— causó la renuncia de los ministros mitristas que formaban parte del gabinete de Avellaneda, como Saturnino Laspiur, Rufino de Elizalde y José María Gutiérrez, rompiéndose definitivamente la relación entre Avellaneda y los nacionalistas.  
Tras el fallecimiento de Alsina, el Partido Autonomista vuelve a reunificarse ya que el Partido Republicano, que se había escindido del autonomismo por la política de conciliación con los mitristas, se disuelve y sus dirigentes regresan a las filas autonomistas. Pero la unión del autonomismo no dura mucho y a finales de año se divide internamente en cuatro partes. Una liderada por Aristóbulo del Valle y que agrupaba a la mayoría de ex republicanos, con el apoyo de Sarmiento, que sostenía la candidatura del sanjuanino. El "Club de la Paz" que agrupaba al sector autonomistas "puro" que lideraban Leandro Alem y Luis Sáenz Peña apoya la candidatura de Bernardo de Irigoyen. El sector que agrupaba a la mayor parte del viejo autonomismo alsinista encabezado por Dardo Rocha, y que incluía a Carlos Casares, Antonino Cambaceres, Torcuato de Alvear y otros, deciden lanzar la candidatura de Julio Argentino Roca. Finalmente, otro sector del Partido Autonomista denominado como los "líricos" opta por continuar con la política de conciliación con el mitrismo y lanzar a Carlos Tejedor, gobernador de Buenos Aires, como candidato a presidente. Los líricos además de ser liderados por el general Martín de Gainza, contaban entre sus filas con el vicepresidente Mariano Acosta y los coroneles José Inocencio Arias e Hilario Lagos, Rufino Varela, Ricardo Lavalle, entre otros. 
A comienzos de 1879, Bartolomé Mitre decide bajar su candidatura presidencial y apoyar la de Carlos Tejedor. El 1 de junio de 1879, el Partido Nacionalista y el sector lírico del Partido Autonomista proclaman el binomio integrado por Carlos Tejedor y por el mitrista sanjuanino Saturnino Laspiur. La fórmula Tejedor-Laspiur recibe el apoyo del gobernador correntino Felipe Cabral y de distintos grupos de mitristas en las provincias de Córdoba, Mendoza, San Juan, entre otras.
Con el correr del año 1879 los autonomistas fueron cerrando filas en torno al apoyo de la candidatura de Roca, que ya era apoyada por Avellaneda, y los autonomistas ex republicanos y los puros decidieron sostener también a Roca.
A principios de 1880, y en vista de las elecciones legislativas de febrero de 1880, el Partido Nacionalista y el sector lírico del Partido Autonomista acuerdan fusionar sus partidos creando el Partido Liberal de la República Argentina. El Partido Liberal triunfo en Buenos Aires y en Corrientes, llevando como diputados nacionales a Mauricio González Catán, Martín de Gainza, Emilio Mitre, Delfín B. Huergo, Manuel A. Montes de Oca, José María Gutiérrez, Justino Obligado, Juan José Lanusse, Hilario Lagos, Emilio Bunge, Edelmiro Mayer, Manuel Rocha, Rufino de Elizalde, Juan José Montes de Oca, Manuel Florencio Mantilla, Avelino Verón y Pedro R. Fernández.
En las elecciones presidenciales, Julio Argentino Roca derrotó a Carlos Tejedor. El 12 de junio se reunió el Colegio Electoral para ratificar la victoria de Julio A. Roca. El cuerpo lo eligió presidente de la República triunfando en todas las provincias excepto Buenos Aires y Corrientes, donde se declaró ganador a Tejedor.
Buenos Aires y Corrientes desconocieron los resultados que daban el triunfo a Julio Argentino Roca y comenzaron la revolución.
Ante la escalada de violencia, el presidente Nicolás Avellaneda había decidido, por decreto, asentar a las autoridades nacionales en la ciudad de Belgrano, que en ese entonces era un territorio separado de la ciudad de Buenos Aires. Al mismo tiempo convocó a las tropas del ejército nacional dirigidas por Roca para poner a raya a los revolucionarios.
En el conflicto se enfrentaron el ejército Nacional con 3000 hombres y la guardia miliciana provincial con 12.000. El resultado fue de alrededor de tres mil muertos en los quince días de junio que duró la crisis.
Para el día 21 de junio quedaba claro que la causa porteña estaba perdida. Unos días más tarde el Gobierno Nacional declaró que Buenos Aires se encontraba sitiada y Tejedor nombró a Bartolomé Mitre como jefe de la defensa de la ciudad. Una vez nombrado, Mitre comenzó las tratativas con el Gobierno Nacional para terminar con el levantamiento. El día 30, el gobernador Carlos Tejedor presentó su renuncia. Avellaneda intervino la provincia y disolvió a todas las milicias provinciales de Buenos Aires.
Debido a que los diputados liberales habían resuelto quedarse en Buenos Aires cuando el presidente Avellaneda mudó provisoriamente la capital a Belgrano por la revolución fueron cesados de sus cargos y por tal motivo el Partido Liberal decidió la abstención electoral por tiempo indefinido, lo que provocó que durante la época de la presidencia de Roca este quedara prácticamente disuelto.

### Partidos Unidos
El 8 de marzo de 1885, Mitre publicó una carta en el diario La Nación dirigida a Bonifacio Lastra y Juan Carballido, con el propósito de explicar a sus correligionarios políticos sus "actos personales y mis palabras". En esta carta Mitre da su opinión favorable, desde un punto opositor, a lo que fue la gestión de gobierno de Roca diciendo "No desconozco que salvo la represión a la revolución de 1880 ha hecho un gobierno moderado en medio de una situación de fuerza, y que, no obstante la imprevisión con la que se han manejado los dineros públicos, ha realizado grandes progresos materiales". En otro plano, Mitre reiteraba la queja por la falta de libertad para la expresión del voto en las provincias. También atacaba las tres candidaturas que nacían del seno del PAN, la de Dardo Rocha la consideraba una "calamidad pública"; la de Bernardo de Irigoyen, por estimarla representante del dictador Juan Manuel de Rosas, y la de Miguel Juárez Celman, por carecer de antecedentes y títulos para la presidencia y ser el fruto de la imposición oficial". Además aclaraba que el partido seguiría en una posición de abstención electoral. 
La actitud de abstención electoral que llevaba el partido desde la revolución de Tejedor y que Mitre decidía continuar llevó a que algunos dirigentes del partido se fueran hacía otros bloques políticos. Esto produjo la segregación de los llamados "liberales evolucionistas" como Norberto Quirno Costa, Luis María Drago, Juan Agustín García, Salustiano J. Zavalía, Estanislao Zeballos y José Antonio Terry, que se incorporarían al grupo juarista, mientras otro grupo se adhería al movimiento a favor de Dardo Rocha. 
A fines de 1885, Mitre y el Partido Liberal jugarían un papel activo en la formación de un frente opositor que combatiera la candidatura de Juárez Celman. Ese frente opositor incluía a los liberales, a los católicos y a los militantes de Bernardo de Irigoyen y de Dardo Rocha, quienes habían intentado postularse a presidentes por el PAN pero no habían podido combatir la imposición de Juárez Celman. La alianza opositora fue llamada Partidos Unidos y fueron elegidos como presidentes honorarios de la misma el general Mitre, Bernardo de Irigoyen, Dardo Rocha, Benjamín Gorostiaga, Domingo Faustino Sarmiento, Luis Sáenz Peña y Vicente Fidel López. 
Al inicio de la campaña el Partido Liberal había apoyado a Benjamín Gorostiaga, de la Unión Católica, como el candidato a presidente por los Partidos Unidos, en contra de las candidaturas de Irigoyen y Rocha. El 19 de diciembre de 1885 tuvo lugar una conferencia entre Mitre, Gorostiaga, Irigoyen y Rocha, en la que acordaron suprimir la lucha electoral por la renuncia de las cuatro candidaturas. 
Los Partidos Unidos, finalmente, acordaron proclamar como candidato a presidente de la República a don Manuel Ocampo acompañado en la fórmula por Rafael García, en un acto político que tuvo lugar en el Teatro Nacional de la ciudad de Buenos Aires, ante numeroso público, el 4 de abril de 1886. Ocampo había sido presidente del Senado de Buenos Aires y gobernador de la citada provincia en el año 1860. Fue diputado a la Convención del Estado de Buenos Aires, que propuso las reformas a la Constitución nacional en ese año 60, y diputado nacional en 1874. Su fama de estadista y ciudadano inminente hicieron imponer su nombre. 
En la Capital Federal, los Partidos Unidos proclamaron candidato a senador nacional a Luis Sáenz Peña, y a diputados nacionales a Bartolomé Mitre, Luis María Campos, Manuel Quintana y Ángel E. Casares. En la provincia de Buenos Aires proclamaron también una lista prestigiosa de candidatos a diputados nacionales, integrada por José Manuel Estrada, Lucio V. Mansilla, Juan Carballido, Santiago Luro, Teodoro García, Pedro Goyena, Roberto Cano y Epifanio Portela. En San Juan se presentó como candidato a diputado nacional Domingo Faustino Sarmiento.
Aun así el papel de la oposición en las elecciones de 1886 fue simbólico ya que el triunfo de Juárez Celman era inevitable, y Ocampo tan solo obtuvo los electores de Buenos Aires y uno por Tucumán, el resto de los tucumanos votaron por Bernardo de Irigoyen. La coalición de los Partidos Unidos se desbandó unos días después de la derrota electoral.